# Monestir de Santa Maria de Gualter
|  | No s'ha de confondre amb Església del Sagrat Cor i Santa Maria de Gualter. |

Santa Maria de Gualter és un monestir de l'art medieval català a l'entrada del poble de Gualter, capital del municipi de la Baronia de Rialb (la Noguera). La contrada del Rialb tenia construccions religioses ja de finals del segle ix. En l'obra del monestir s'hi poden observar restes força primitives, és a dir, del segle xi. El claustre, que ja no té vida monàstica, es va restaurar i acull visites guiades. És un edifici declarat bé cultural d'interès nacional.

## Descripció

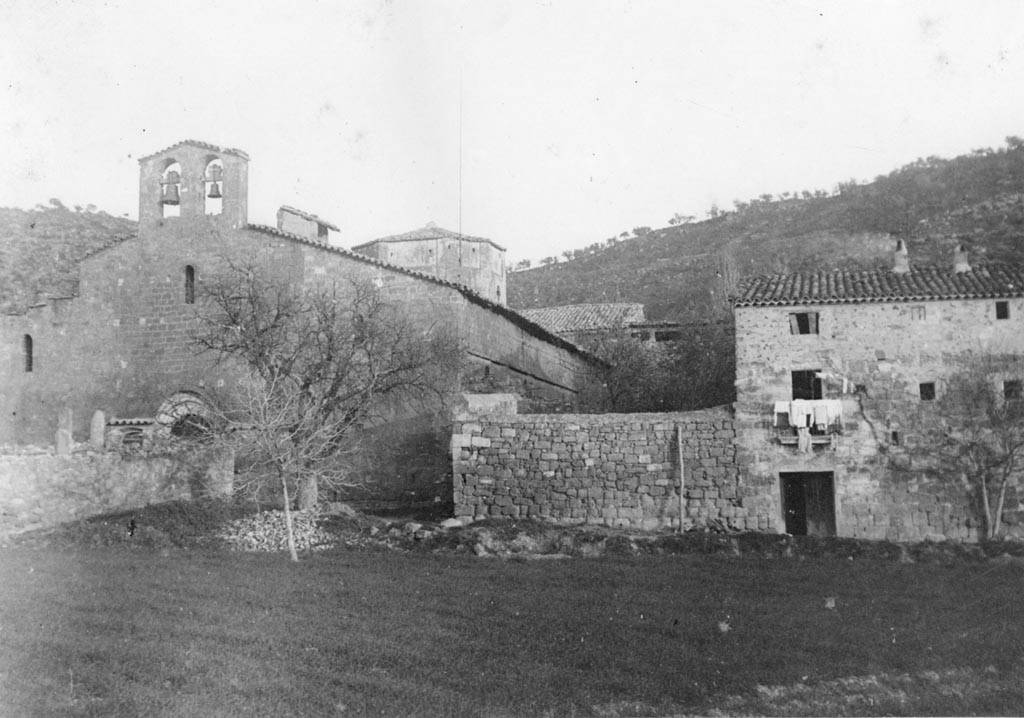
El monestir de Santa Maria en una imatge d'entre 1890 i 1923

El monestir va restar molt temps abandonat i en estat ruïnós, després que fos destruït per una explosió durant la guerra civil espanyola (1938). L'església era un edifici de tres naus, amb un gran absis central i dues absidioles laterals. La nau central era coberta per una volta de canó lleugerament apuntada, que descansava sobre tres arcs torals, i les laterals per una volta de canó, a un nivell més baix. El transsepte sobresortia lleugerament dels murs laterals i donava lloc a un cimbori octogonal, que cobria l'espai del creuer amb una cúpula sobre petxines. L'explosió ensorrà, però, les voltes i la cúpula, i motivà l'ensulsiada de l'absis central.
Exteriorment, les parets de les naus i de l'absis són totalment llises i construïdes a base de grans carreus de pedra, on només destaquen les obertures de les petites finestres. A la banda de migdia hi havia el claustre, estructura amb coberta de fusta i amb uns arcs sostinguts per curtes columnes amb uns capitells de temes vegetals. En resta l'ala de migdia, i se'n coneix el perímetre. Fruit de la restauració de 1999 el monestir ha canviat el seu aspecte original.

### Residència del monestir

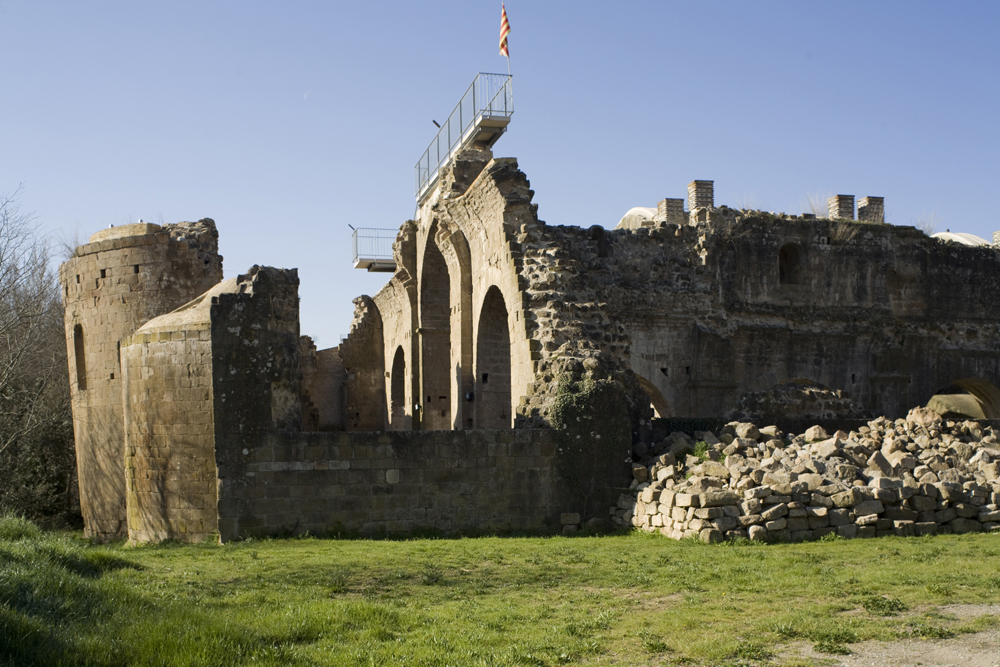
Exterior del monestir de Gualter

Sembla que l'estructura de la residència del monestir ha estat la mateixa des del començament; l'església orientada amb l'altar major cap a llevant al costat del migdia hi ha en convent amb el claustre al mig. Durant la segona meitat del segle xi hi hauria alguna obra en curs, com ho dona a comprendre la promoció de la cofraria que havia d'ajudar les construccions que es portaven a cap a Gualter. Pot ser que aleshores ja fos edificada una part del claustre, del qual queda una mostra, altra deixalla d'aquest temps pot ser una portalada i mur de la banda sud del pati destinat a ser el claustre.
Tot seguit els treballs s'invertiren en la nova església de grans proporcions. Tant en l'interior com en l'exterior, s'observa un estil de transició entre el romànic i l'ogival, semblant a la Seu de Lleida o a la catedral de Tarragona, que són de finals del segle xii o primers anys del següent. Les arcades són un xic apuntades; els grans espais interiors, la major alçada dels arcs i voltes deixen enrere l'estretor del temple romànic. Han estat oblidats en els tres absis de Gualter els tres llombards dels absis de les esglésies romàniques.
El temple té un transsepte de les mateixes proporcions de la nau central; els tres absis en les parets de llevant es corresponen a les traus naus; les dues laterals són de mides més reduïdes en l'amplada i l'alçada, però relativament espaioses. L'arc triomfal del presbiteri és aparentment sostingut per dues columnetes adossades a cada banda. També són les columnetes un element ornamental de les finestres de l'absis central. Pot ser que els primers anys del segle XIV s'obrissin capelles en els murs laterals per a les fundacions que s'hi destinaven.
L'arcosoli gòtic i el parament del mur nord del claustre ens fa pensar que es donà una altra època de prosperitat o de bona organització al monestir, que bé podria ser la de Pere de Cases o dels immediats priors successors; no fou això una reconstrucció general, sinó parcial, que respectà el claustre romànic almenys en part. De ple floriment del gòtic és la façana oriental d'aquesta banda del claustre. Els treballs que es feren durant la segona meitat del segle xviii foren obres de conservació.
Abans de la Guerra Civil de 1936, hi havia culte a l'església de Gualter. Algunes dependències ja eren ruïnoses abans d'aquesta guerra i el claustre ja era destruït en sa major part. Les dependències de la banda de ponent des del segle XX han estat habilitades per a estatges i corrals. Durant la guerra, l'església fou ocupada com a magatzem i polvorí; es feu esclatar al final durant el pas del front bèl·lic, fet que hi deixà moltes destrosses, especialment a la coberta.

### Església

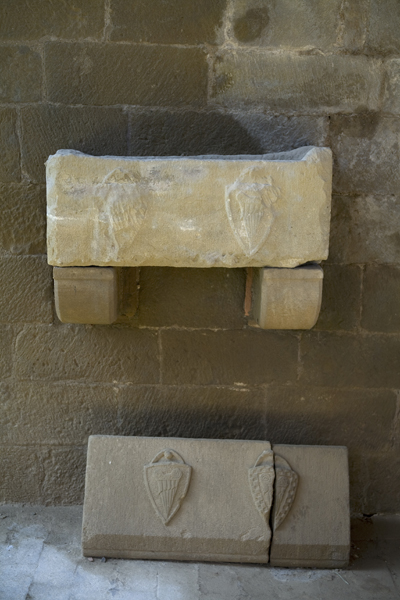
Ossera a l'interior de l'església

El temple forma un quadrilàter amb els tres absis al costat de llevant i la façana principal a ponent. De la construcció monacal en resta la part de llevant i les dues plantes del claustre a la banda del migdia, així com un mur de ponent. El cos edificat de vora el Segre ha estat reconstruït durant l'època gòtica i d'aquest estil en conserva dos finestrals a la planta superior de cara al riu; a la planta baixa i de cara al claustre hi ha una portalada de mig punt i grans dovelles; a l'extrem dins el claustre actual hi ha una altra porta també de mig i punt i dovelles més petites. Altra part de l'estança monacal es conserva mig enrunada i mig ocupada per les cases veïnes a la banda del migdia, on hi ha les dues plantes de l'arcuació del claustre. A l'interior hi ha una porta d'arc de mig punt i dovelles petites. Les arcades i columnes del claustre foren restaurades el 1986. S'hi conserven algunes columnes i capitells; se n'hi ha reposat quatre columnes i els capitells han estat substituïts per troncs piramidals. Consta de vuit arcades entre columnes i uns pilars, i una altra arcada entre dos trossos de mur o pilars. Els capitells de poca alçada estan adornats de fulles i poms. La segona planta s'ha refet amb pilars rectangulars, astràgal allargat, arquitrau i coberta d'embigat i teules. Les obertures són dotze.
Algunes portalades i trossos del mur pertanyen a les construccions primeres o anteriors a l'església actual. De les altres galeries del claustre només en queden els murs del fons, els forats o suports de la coberta i part del fonament del mur on descansaven les arcades.
L'església tal com es manté actualment conserva quasi tot el mur de migdia, que toca al claustre i uns metres d'alçada del restant; són dempeus un arc toral de la nau central i els quatre que sostenien el cimbori al creuer; de l'absis central en falta la meitat i el mur que resta està esquerdat. Quan explotà el polvorí durant la guerra, tant el mur frontal de la façana com el del nord i l'absis central en varen quedar força perjudicats. El parament és de blocs de pedra, picats amb escoda i ben ajustats. La volta central està ensorrada i pels arcs torals sabem que era una mica apuntada; tampoc s'han conservat les voltes laterals del creuer. Les voltes de les naus laterals eren de canó i es conserven en part.
De la façana se'n veuen unes tres metres d'alçada i l'obertura de la portalada, que té uns dos metres de llum. Segons fotografies anteriors a la guerra, la portalada consistia en un arc de mig punt amb dovelles de tipus mitjà; al davant una columna per banda sostenia l'arcadia de corbes circulars; més endavant i de més diàmetre altra arcada de dovelles més grans, que en conjunt feien una arquivolta. A la mateixa façana hi havia un finestral de doble esqueixada i una altra a cada banda enfront de cada nau lateral; tenia una espadanya de dos ulls al cim.
En el mur de migdia, a una alçada d'uns sis metres i distribuïdes simètricament, hi ha tres finestres de doble esqueixada; té dues cornises paral·leles sota el ràfec, separades per un espai d'un metre a tota la llargada de la paret que està a la vista. A l'indret de la nau del creuer s'hi conserva una portalada d'uns tres metres d'alçada, arc de mig punt i dovelles petites, que junt amb un tros de mur i una finestra tapiada, prop de l'absis, semblen d'una construcció anterior. Al mateix mur, més a prop del frontis, hi ha una obertura cega amb arcosoli apuntat i motllura a l'entorn, de cavets i cordons, sobre impostes de tall semicircular. Hi hagué una ossera sobre mènsules, segons les fotografies anteriors; hi havia l'emblema de l'ala; amb aquest gravat i un altre esborrat, a l'interior de la nau central hi ha una ossera. Hi ha dues osseres més al Museu Diocesà de la catedral d'Urgell, a la Seu d'Urgell.
A l'absis central, sense les arcuacions llombardes del primer romànic, hi havia tres finestrals, amb l'arc de mig punt i petites dovelles, amb columneta a cada banda de l'arcada inferior, feta de dovelles que s'endinsen en forma d'embut. Als altres absis una finestra al centre donen llum i ornamenten el mur; són de dues esqueixades i de petites dovelles que s'endinsen en forma cònica. Una cornisa a l'arrencament de la corba de l'absis és sostinguda i ornamentada amb petites cartel·les.
El cimbori era de quatre cares i quatre xamfrans; hi havia sobre els arcs torals de la llanterna unes finestres. A la mateixa alçada de la cornisa de l'absis, a tot el llarg dels murs de la nau central, continuava una cornisa sense les cartel·les. L'arc preabsidial era sostingut per columnes bessones i capitells florejats, ara força destruïts o perduts. Recentment, s'ha retrobat una de les impostes, decorada amb entrellaçats. En les voltes laterals s'hi conserven dos arcs torals a cada banda; tota la volta de migdia és més estreta que la de nord. Les voltes estan sostingudes per tres parells de grossos pilars, amb planta de creu grega, sobreposada a un quadrat. Junt a la porta d'entrada i entre el mur de frontis i els dos primers pilars s'hi conserva una volta de bona pedra i apuntada, que podia ser del cor.

### Retaule gòtic de Sant Esteve

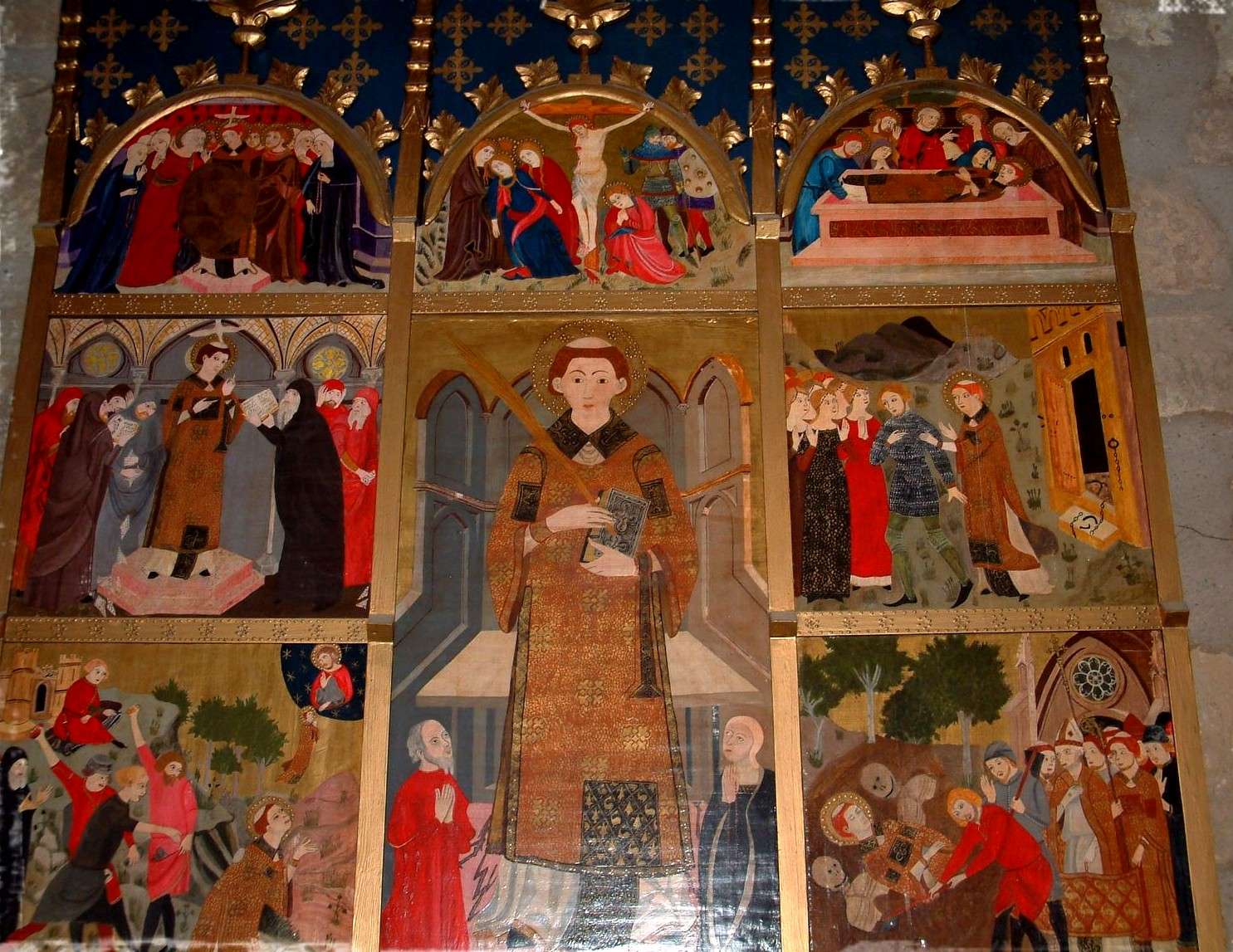
Còpia del retaule italo-gòtic de Sant Esteve de Gualter

Aquest retaule és un conjunt pictòric realitzat amb la tècnica del tremp sobre fusta i estructurat en tres taules unides verticalment -tríptic- i dividides en compartiments quadrangulars separats per sanefes de brodadura picada; les escenes o seqüències superiors estan rematades per arcs lleugerament apuntats i cimats per uns elegants florons i cresteries; els bastiments externs i interns que emmarquen les taules són ornamentades a base d'estilitzades sanefes daurades i rematats amb agulles perlejades. Fa 186 x 185 cm. i, tot i que està mancat del bancal inferior, es conserva en bon estat a la secció d'art gòtic del Museu d'Art de Catalunya, on hi ingressà a mitjans dels anys vint del segle xx. Des de mitjan segle xiv, havia format part del patrimoni artístic del monestir de Santa Maria i ocupava un dels altars laterals de la capçalera de l'església basilical. Els experts apunten que la cronologia d'execució del retaule pot ser entre 1360 i 1370.
Com a objecte de culte és l'exponent d'un estil i d'una estètica artística de caràcter internacional, portat a terme per un artista català completament consagrat a la seva època. Es tracta de Jaume Serra, el segon dels germans Serra, el qual apareix documentat l'any 1358, quan contractà un retaule per la catedral de Girona. Les seves obres, com la del retaule de Gualter, resulten sempre atractives gràcies a la perfecció de la tècnica pictòrica utilitzada, a la delicadesa dels colors i a la correcció del dibuix.

## Història
L'antic monestir de Santa Maria de Gualter és situat a la riba dreta del Segre, prop de la vila de Ponts, en un indret que fou ocupat pel comte Guifré el Pelós abans del 890 i cedit al monestir de Ripoll perquè hi establís un priorat benedictí. El 1079 el comte Ermengol IV d'Urgell repetí la donació del lloc al monestir de Ripoll, amb la condició que hi establís definitivament el priorat.
Vers el 1118, amb la constitució d'una confraria de clergues i laics per a dur a terme les obres, la primitiva esglesiola existent fou renovada per una altra, que fou consagrada el 1207. El monestir, que no va passar mai de ser un priorat sufragani de Ripoll, fou afavorit pels comtes d'Urgell, en especial Ermengol VIII, que ajudaren a reunir-hi un bon patrimoni. Malgrat tot, mai no va passar de ser un petit priorat, que comptava només amb un prior, quatre monjos i alguns preveres beneficiats. El 1593, però, el Papa suprimí el cenobi i l'edifici passà a ser parròquia. La vida monàstica va decaure molt al segle xv i el papa Climent VIII el va suprimir totalment el 1593 a fi de dotar amb les seves rendes el capítol de Solsona. En endavant fou una simple església parroquial. El conjunt monàstic entrà aleshores en un estat d'abandó progressiu. Utilitzat com a polvorí durant la guerra civil espanyola, fou destruït per una explosió el desembre de 1938.